# والری تترو
 والری تترو (انگلیسی: Valérie Tétreault؛ زادهٔ ۲۱ ژانویهٔ ۱۹۸۸) یک تنیس‌باز اهل کانادا است. 